# Max Emanuel Cenčić
Max Emanuel Cenčić (Zagreb, 2 de septiembre de 1976) es un contratenor croata. Reside actualmente en Austria.

## Biografía
Empezó a ser conocido a los seis años tras cantar en coloratura un aria del personaje de la Reina de la Noche de La flauta mágica . Fue miembro de los Niños Cantores de Viena de 1987 a 1992, y comenzó más tarde su carrera en solitario como sopranista. Inmerso en una intensa actividad operística, cantó óperas de Gluck, Galuppi, Haendel o Jommelli hasta 1996, a causa del cambio fisiólogico del registro vocal. Regresó en 2001 como contratenor.

## Discografía

### CD
- Haendel : Tamerlano, avec Xavier Sabata, Orchestre Il Pomo d'Oro, dir. Riccardo Minasi, Naïve, 2014[3]
- ’Venezia’. Il Pomo D'oro & Riccardo Minasi. Virgin Classics, 2013.[4]
- Leonardo Vinci : Artaserse. Con Philippe Jaroussky, Daniel Behle, Franco Fagioli, Valer Barna-Sabadus, Yuriy Mynenko, Concerto Köln y Diego Fasolis. 3CD Virgin Classics, 2012[5]
- ’Duetti’ . Con Philippe Jaroussky, Les Arts Florissants y William Christie. Virgin Classics, 2011[6]
- Gluck : Ezio. Avec Sonia Prina, Ann Hallenberg, Topi Lehtipuu, Julian Pregardien, Mayuko Karasava, Il Complesso Barocco y Alan Curtis. 2CD Virgin Classics, 2011
- Haendel : ’Mezzo-Soprano’, Airs d’opéras. Con I Barocchisti y Diego Fasolis. Virgin Classics, 2010[7]
- Haendel : Faramondo. Con Philippe Jaroussky, Sophie Karthäuser, Marina de Liso, I Barocchisti y Diego Fasolis. 3CD Virgin Classics, 2009[8]
- Vivaldi : Farnace (versión de 1738). Con Ann Hallenberg, Karina Gauvin, Daniel Behle, Ruxandra Donose, Mary-Ellen Nesi, Emiliano Toro Gonzales, I Barocchisti y Diego Fasolis. 3CD Virgin Classics, 2009[9]
- Haendel : Fernando. Con Lawrence Zazzo, Veronica Cangemi, Marianna Pizzolato, Antonio Abete, Filippo Adami, Il Complesso Barocco y Alan Curtis. 2CD Virgin Classics, 2007
- Rossini : Airs d’opéras.Con Barocchisti y Diego Fasolis. Virgin Classics, 2007

### DVD
- Landi : Il Sant’Alessio . Con Philippe Jaroussky, Alain Buet, Xavier Sabata, Les Arts Florissants y William Christie. Puesta en escena de Benjamin Lazar. 2DVD Virgin Classics, 2008
- Claudio Monteverdi : L’Incoronazione di Poppea . Avec Philippe Jaroussky, Danielle de Niese, Anna Bonitatibus, Les Arts Florissants y William Christie. Puesta en escena de Pier Luigi Pizzi, Teatro Real de Madrid, 2010. 2DVD Virgin Classics, 2012